# Madeira

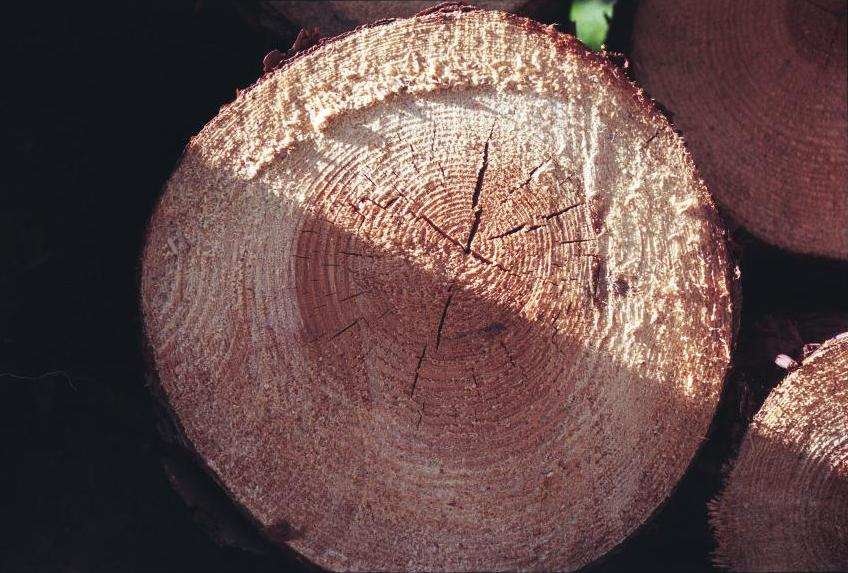
Um tronco de madeira.

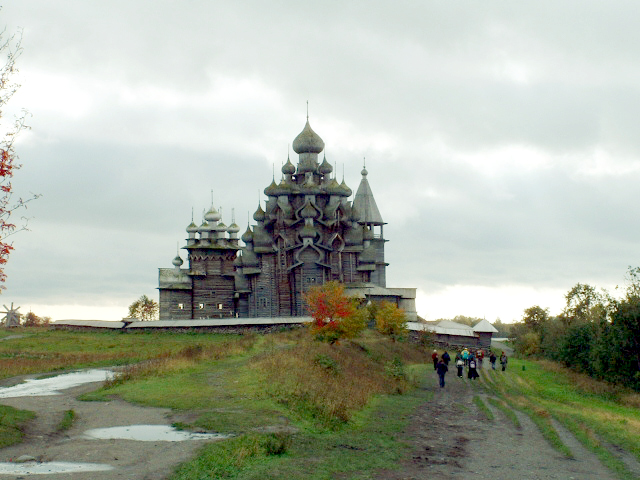
As famosas igrejas património da humanidade de Kizhi, Rússia, alguns dos mais bonitos edifícios totalmente construídos em madeira sem uso de pregos ou de qualquer elemento metálico estrutural.

A madeira é um material produzido a partir do tecido formado pelas plantas lenhosas com funções de sustentação mecânica. Sendo um material naturalmente resistente e relativamente leve, é frequentemente utilizado para fins de construções . É um material orgânico, sólido, de composição complexa, onde predominam as fibras de celulose e hemicelulose unidas por lenhina.
Caracteriza-se por absorver facilmente água (higroscopia) e por apresentar propriedades físicas diferentes consoante a orientação espacial (ortotropia). As plantas que produzem madeira (árvores) são perenes e lenhosas, caracterizadas pela presença de caules de grandes dimensões, em geral denominados troncos, que crescem em diâmetro ano após ano. Pela sua disponibilidade e características, a madeira foi um dos primeiros materiais a ser utilizado pela humanidade, mantendo, apesar do aparecimento dos materiais sintéticos, uma imensidade de usos directos e servindo de matéria-prima para múltiplos outros produtos. É também uma importante fonte de energia, sendo utilizada como lenha para cozinhar e outros usos domésticos numa parte importante do mundo.
A sua utilização para a produção de polpa está na origem da indústria papeleira e de algumas indústrias químicas nas quais é utilizada como fonte de diversos compostos orgânicos. A sua utilização na indústria de marcenaria para fabricação de móveis é uma das mais expandidas, o mesmo acontecendo na sua utilização em carpintaria para construção de diversas estruturas, incluindo navios. A madeira é um dos materiais mais utilizados em arquitectura e engenharia civil. A indústria florestal ocupa vastas áreas da Terra e a exploração de madeira em florestas naturais continua a ser uma das principais causas de desflorestação e de perda de habitat para múltiplas espécies, ameaçando severamente a biodiversidade a nível planetário.

## Estrutura e características da madeira

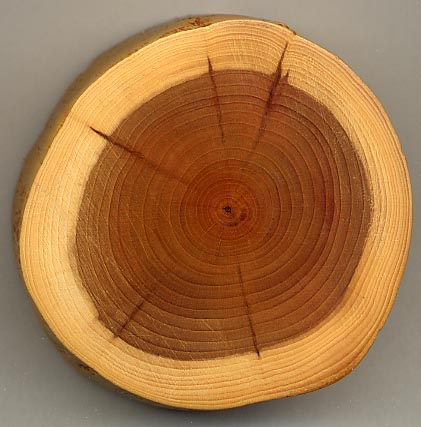
Corte de um tronco de teixo, mostrando o cerne (no interior), o alburno (parte mais clara) e a medula (ponto escuro no centro). As pequenas linhas radiais são os nós.

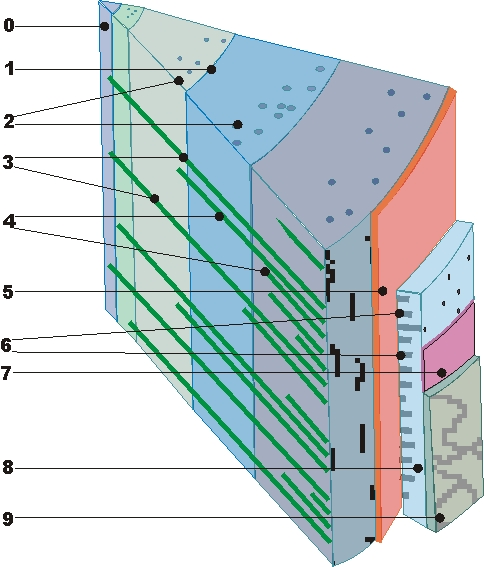
Diagrama de um tronco:
0 = Medula; 1 Anéis anuais; 2 Feixes vasculares; 3 Raios primários; 4 Raios secundários; 5 Câmbio vascular; 6 Floema; 7 Súber; 8 Casca; 9 Ritidoma.

As árvores crescem em média cerca de 12 cm por ano, assim a madeira é um produto gerado de forma lenta, num processo que em geral dura dezenas ou centenas de anos. Sendo a madeira um produto da fisiologia vegetal, tem uma estrutura complexa, composta a partir da estrutura celular da planta que lhe deu origem, do que resulta uma diferenciação radial e longitudinal das suas características físicas e químicas, originando as seguintes partes bem diferenciadas: (1) medula; (2) cerne; (3) borne ou alburno; (4) nós. Na planta viva esta estrutura, recoberta exteriormente pelo súber e respectivo ritidoma (a casca), forma o tronco da árvore.
Assim, um corte transversal num tronco de árvore, permite observar que este é formado por vários anéis circulares concêntricos, que correspondem ao crescimento da árvore e que organizam a sua estrutura:
1. Casca: a parte exterior ao câmbio vascular;
  1. Periderme: tecidos originados do câmbio cortical, responsáveis pela protecção do tronco;
    1. Súber (ou felema, cortiça): porção externa da periderme, inclui o ritidoma;
    2. Câmbio cortical (felogênio);
    3. Feloderme: porção interna da periderme;

  2. Floema (líber): tecidos superficiais do tronco, responsáveis pelo transporte de seiva;
2. Câmbio vascular: origina o floema e xilema secundários;
3. Xilema (lenho): é a parte do tronco de onde se extrai a madeira, compreendida entre a casca e a medula, e divide-se em duas zonas;
  1. Alburno (borne): a zona mais clara, localizada mais externamente, que transporta a seiva bruta das raízes para as folhas;
  2. Cerne (durâmen): a parte mais escura da madeira e que lhe dá mais resistência;
4. Medula: corresponde ao tecido mole e esponjoso na parte central do tronco, vestígio do meristema apical do ramo.

### Alburno (ou borne)
O alburno, ou borne, é a porção viva do xilema ao longo da qual se processa a circulação de água e de nutrientes entre a raiz e a os tecidos activos da planta. Sendo células vivas e com funções essencialmente de condução, quase sempre o exame do corte de um tronco revela o alburno como uma zona de coloração mais clara rodeando a porção interior de cor mais escura (o cerne). Em geral a distinção da cor é nítida, mas noutras o contraste é ligeiro, de modo que não é sempre fácil dizer onde uma camada acaba e a outra começa. A cor do borne fresco é sempre clara, às vezes quase branca, embora seja frequente um tom amarelado ou acastanhado.
O borne é formado por madeira comparativamente nova, compreendendo as células vivas da árvore em crescimento. Toda a madeira é primeiro formada como borne e só depois evolui para cerne. Na planta viva, as principais funções do borne são conduzir a água da raiz até às folhas, armazená-la e devolvê-la de acordo com a estação do ano e as necessidades hídricas da planta.
Quanto mais folhas uma árvore suportar, mais vigoroso é o seu crescimento e maior o volume de borne necessário. As árvores crescem mais rapidamente em locais arejados e luminosos, livres do ensombramento e da competição de outras árvores, pelo que o seu borne é mais espesso, para um dado tamanho, do que, na mesma espécie, quando crescem em floresta densa.
As árvores que crescem em clareiras podem atingir um tamanho considerável, por vezes com 30 cm ou mais de diâmetro, antes que algum cerne se comece a formar. Um exemplo deste tipo de desenvolvimento ocorre no segundo-crescimento da nogueira e no crescimento-aberto dos pinheiros.
Pelo contrário, algumas espécies começam a formar cerne muito cedo e têm apenas uma fina camada de borne vivo, enquanto que noutras a mudança ocorre lentamente. O borne fino é uma característica de árvores como castanho, robínia, amoreira, laranjeira-dos-osage e sassafrás. Em árvores como ácer, freixo, nogueira, ulmeiro, faia e pinho, o borne espesso é a regra.
Não há uma relação definida entre os anéis anuais de crescimento e a quantidade de borne. Dentro das mesmas espécies, a área inter-seccional do borne é mais ou menos proporcional ao tamanho da copa da árvore. Em consequência, se os anéis são estreitos, para uma mesma dimensão é necessário uma maior quantidade de anéis do que quando eles são largos. À medida que as árvores crescem, o borne tem necessariamente de se tornar mais fino ou aumentar em volume. O borne é mais espesso na porção superior do tronco da árvore do que perto da base, porque a idade e o diâmetro das secções superiores são menores.
Quando a árvore é muito jovem está coberta com ramos, cuja inserção por vezes vai até ao chão, mas à medida que envelhece alguns ou todos irão eventualmente morrer e serão partidos. O crescimento subsequente da madeira pode esconder completamente as marcas deixadas pela inserção dos ramos, as quais contudo permanecerão como nós. Não importa quão suave e limpo um tronco seja no seu exterior, pois será mais ou menos nodoso perto do seu centro. Daí resulta que o borne de uma árvore velha, e particularmente de uma árvore de floresta, estará mais livre de nós do que o cerne. Como na maior parte dos usos da madeira, os nós são considerados defeitos que a enfraquecem e interferem com o seu uso, esta menor presença de nós leva a que o borne, por causa da sua posição na árvore, tenha algumas vantagens sobre o cerne.
Note-se que o cerne de árvores antigas pode permanecer tão são como o borne, atingindo em muitos casos centenas de anos e nalguns casos milhares de anos.
Cada ramo ou raiz partida, cada ferida profunda no tronco resultante do fogo, da acção dos insetos ou de madeira caída, resulta em danos no borne que contribuem para o seu declínio, que, uma vez iniciado, pode penetrar em todas as partes do tronco. Existem muitos insetos cujas larvas atacam as árvores, escavando túneis que permanecem indefinidamente como fontes de fraqueza.
Se uma árvore crescer toda a sua vida ao ar livre e as condições do solo e local permaneçam imutáveis, ela fará o crescimento mais rápido na sua juventude, e gradualmente declinará. Os anéis anuais de crescimento são nos anos iniciais bastante largos, mas tornam-se progressivamente mais estreitos. Visto que cada anel sucessivo é depositado no exterior da madeira previamente formada, sucede que a menos que a árvore aumente a sua produção de madeira de ano para ano, os anéis devem necessariamente tornar-se mais finos à medida que o tronco se torna mais largo.
Por outro lado, quando a árvore atinge a maturidade, a copa torna-se mais aberta e a produção anual de madeira escasseia, reduzindo por isso ainda mais a largura dos anéis anuais de crescimento.
No caso de árvores crescidas em floresta, a taxa de crescimento depende da concorrência com as outras árvores, na competição pela luz e nutrientes, podendo alternar períodos de crescimento lento com períodos de crescimento rápido. Algumas árvores, tais como carvalhos, mantêm a mesma largura dos anéis por centenas de anos. Contudo, como regra geral, à medida que uma árvore se torna maior em diâmetro, a largura dos anéis anuais decresce.
Pode haver diferenças notórias no grão do cerne e borne cortados duma árvore grande, particularmente de árvores maduras, cujo crescimento tenha diminuído devido à idade. Nalgumas árvores, a madeira depositada mais tardiamente na árvore é mais suave, mais clara, mais fraca, e de textura mais uniforme de que a produzida na fase de juventude. Noutras espécies, o contrário aplica-se.
Num tronco de grandes dimensões, o borne, devido ao tempo de vida em que a árvore cresceu, pode ser inferior em dureza e força e ser semelhante ao cerne do mesmo tronco.

### Cerne
O cerne (palavra que tem a mesma origem etimológica que núcleo), durâmen ou durame é a designação dada à parte do xilema do tronco que já não participa activamente na condução de água, assumindo uma função essencialmente de suporte mecânico da estrutura da planta. A distinção entre cerne e alburno (a parte vascularmente activa do xilema) é clara na maior parte das espécies, já que em corte os troncos apresentam uma porção mais escura de madeira no centro e uma porção mais clara na parte externa. A primeira corresponde ao cerne e a segunda ao alburno. Contudo, nem sempre esta diferença é facilmente percebida, pois a mudança de cor pode ser gradual e pouco marcada.
O cerne é constituído por células mortas, formando uma estrutura mais ou menos enrijecida de suporte, em torno da qual o alburno se vai progressivamente formando. À medida que as células do alburno decaem e morrem, vão sendo incorporadas no cerne, o qual vai assim crescendo radialmente, acompanhado a expansão do xilema.
Embora possa, dadas as suas características higroscópicas, funcionar como um importante reservatório de água para a planta, o cerne é na sua essência uma estrutura de suporte, não sendo vital para a sobrevivência da árvore. Não são raras as espécies em que é comum o apodrecimento e por vezes a total destruição do cerne, sem que tal determine a morte, ou mesmo a redução da vitalidade, da planta.
Algumas espécies começam a formar cerne muito cedo e têm apenas uma fina camada de borne vivo, enquanto que noutras a mudança ocorre lentamente, mantendo um tronco que é essencialmente composto por borne.
Em termos de determinação da qualidade da madeira e dos seus usos, a dimensão e características do cerne são determinantes, sendo este em geral valorizado pela sua dureza e resistência ao ataque por insectos. A madeira de cerne é em geral preferida para usos em que se requeira durabilidade e resistência mecânica.

### Medula
A medula é o vestígio deixado no centro do tronco pela estrutura apical a partir da qual se desenvolveu o tronco da planta. É em geral uma fina estrutura (de alguns milímetros de diâmetro), quase sempre mais escura do que o material que a rodeia e sem qualquer importância para a determinação da qualidade ou usos da madeira. Forma-se a partir das células que constituíram a zona de crescimento inicial do rebento que deu origem ao tronco e em torno das quais se formaram as camadas de células que constituem a madeira. A sua posição marca o centro de crescimento a partir do qual se gerou o engrossamento da árvore.
Como seria de esperar, as células que constituíram a medula são progressivamente mais jovens à medida que se sobe ao longo do tronco. Nas árvores em crescimento, a medula desemboca na estrutura meristemática activa do meristema apical, a partir da qual o crescimento do tronco produz o seu alongamento em altura.

### Nós

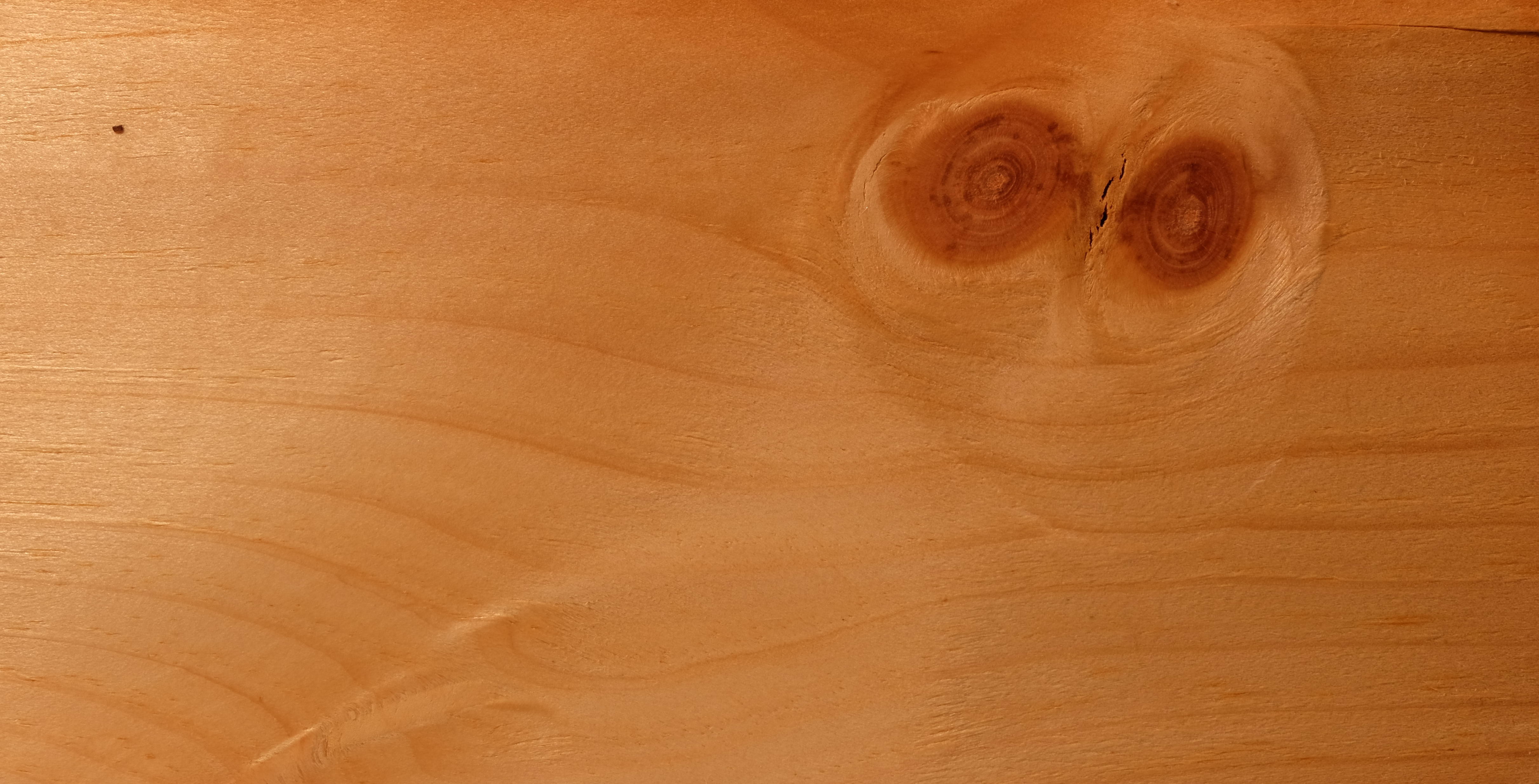
Cerne de pinho com nós no canto superior esquerdo

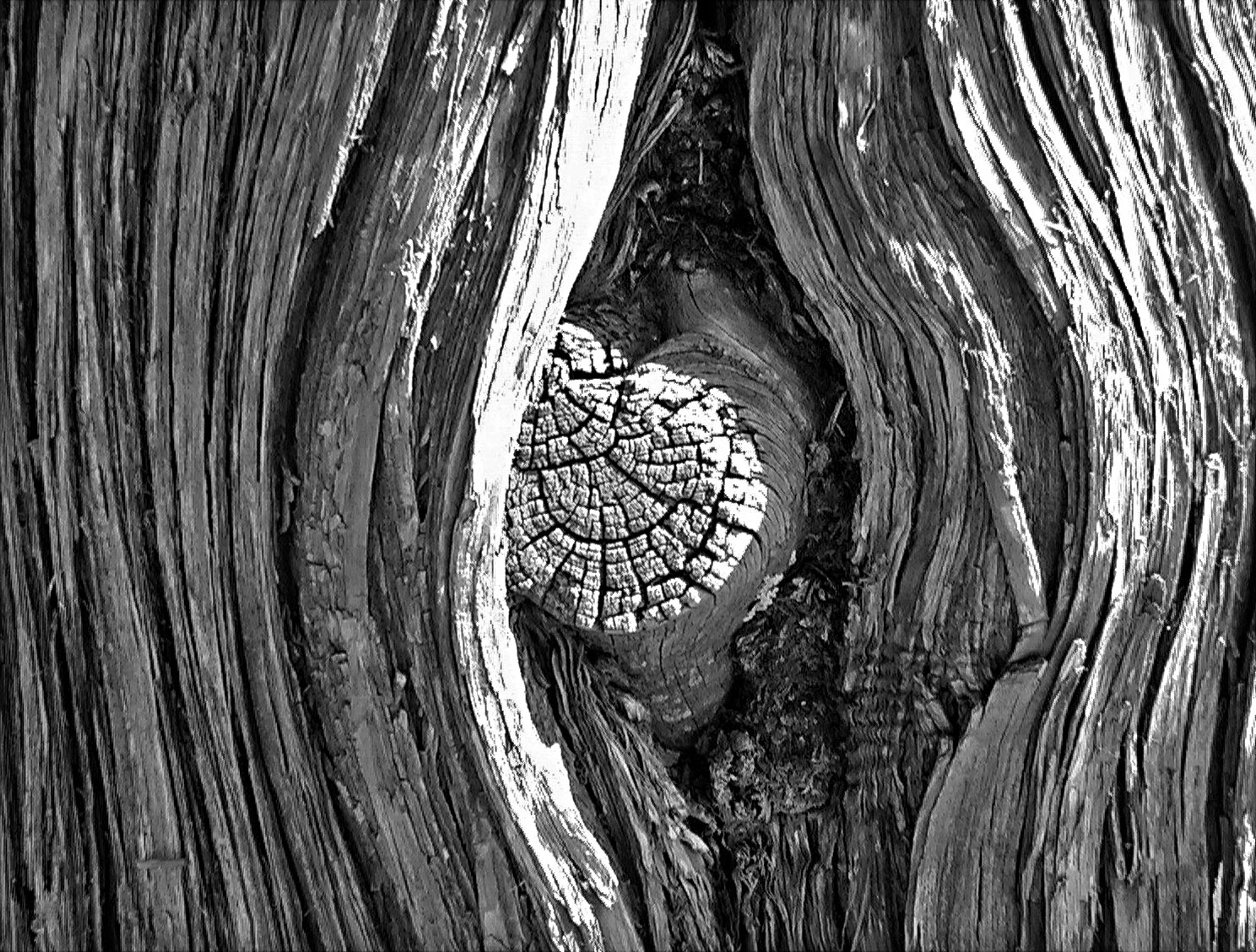
Um nó numa árvore do parque Garden of the Gods em Colorado Springs, Colorado.

Os nós são porções de ramos incluídos no tronco da planta ou ramo principal. Os ramos originam-se, em regra, a partir do eixo central do caule de uma planta (a medula) e, enquanto vivos, tal como o tronco, aumentam em tamanho com a adição anual de camadas lenhosas. A porção incluída é irregularmente cónica, com a ponta na medula. A direcção das fibras forma ângulos rectos ou oblíquos a grã do caule, produzindo um cruzamento de grãs.
Durante o desenvolvimento da árvore, a maioria dos ramos, especialmente os mais baixos, morrem, mas continuam presos à árvore por algum tempo, muitas vezes por anos. As camadas de crescimento posteriores deixam de ser incluídas no ramo (agora morto), mas são depositados ao redor dele. Assim os troços de inserção dos ramos mortos dão origem aos nós, que são apenas o conteúdo de um furo preenchido com material oriundo do troço do ramo incluído, e podem soltar-se facilmente quando a madeira é serrada ou seca. Para os diferentes fins de uso da madeira, os nós são classificados de acordo com a forma, tamanho, sanidade e firmeza com que estão presos ao caule.
Os nós afectam a resistência da madeira a rachas e quebras, assim como sua maneabilidade e flexibilidade. Esses defeitos enfraquecem a madeira e afectam directamente seu valor, principalmente para o uso em estruturas, onde a resistência é importante.
O enfraquecimento ganha sérias proporções quando a madeira é submetida a tracção e compressão. A extensão da diminuição da força de uma viga depende da sua posição, tamanho, número, direcção das fibras e condição. Os nós da face superior em geral são comprimidos, enquanto os da face inferior são traccionados. Pequenos nós, no entanto, podem estar localizados na zona neutra da viga e aumentar sua resistência ao cisalhamento longitudinal.
Os nós em placas ou pranchas são menos prejudiciais quando se estendem através dela em sentido transversal à sua superfície mais larga. Os nós que aparecem perto das pontas de uma viga não a enfraquecem. Os nós sadios que ocorrem no quarto central da altura da viga de uma ou outra borda não são defeitos sérios.
Os nós não influenciam materialmente a rigidez da madeira estrutural. Somente os defeitos de carácter mais sério afectam o limite de elasticidade das vigas. A rigidez e limite de elasticidade dependem mais da qualidade da fibra da madeira do que dos defeitos. O efeito dos nós é a redução da diferença entre a tensão das fibras no limite de elasticidade e o módulo de ruptura da viga. A resistência à quebra é muito susceptível aos defeitos. Os nós sadios não enfraquecem a madeira quanto à compressão paralela ao grão.
Para algumas finalidades, como por exemplo a fabricação de painéis, os nós são considerados benéficos pois adicionam textura visual à madeira, dando-lhe uma aparência mais interessante.

## Características da madeira

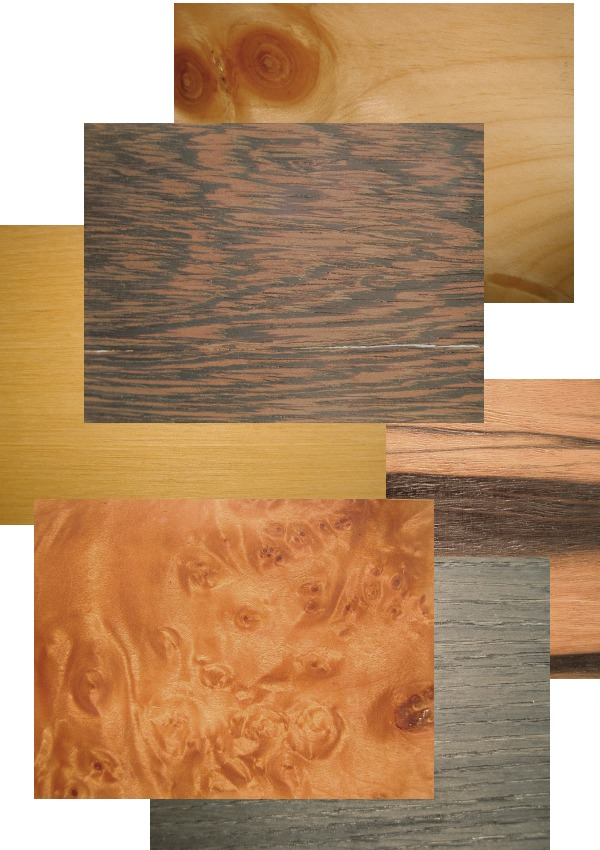
Madeiras de diferentes cores, texturas e granulometrias

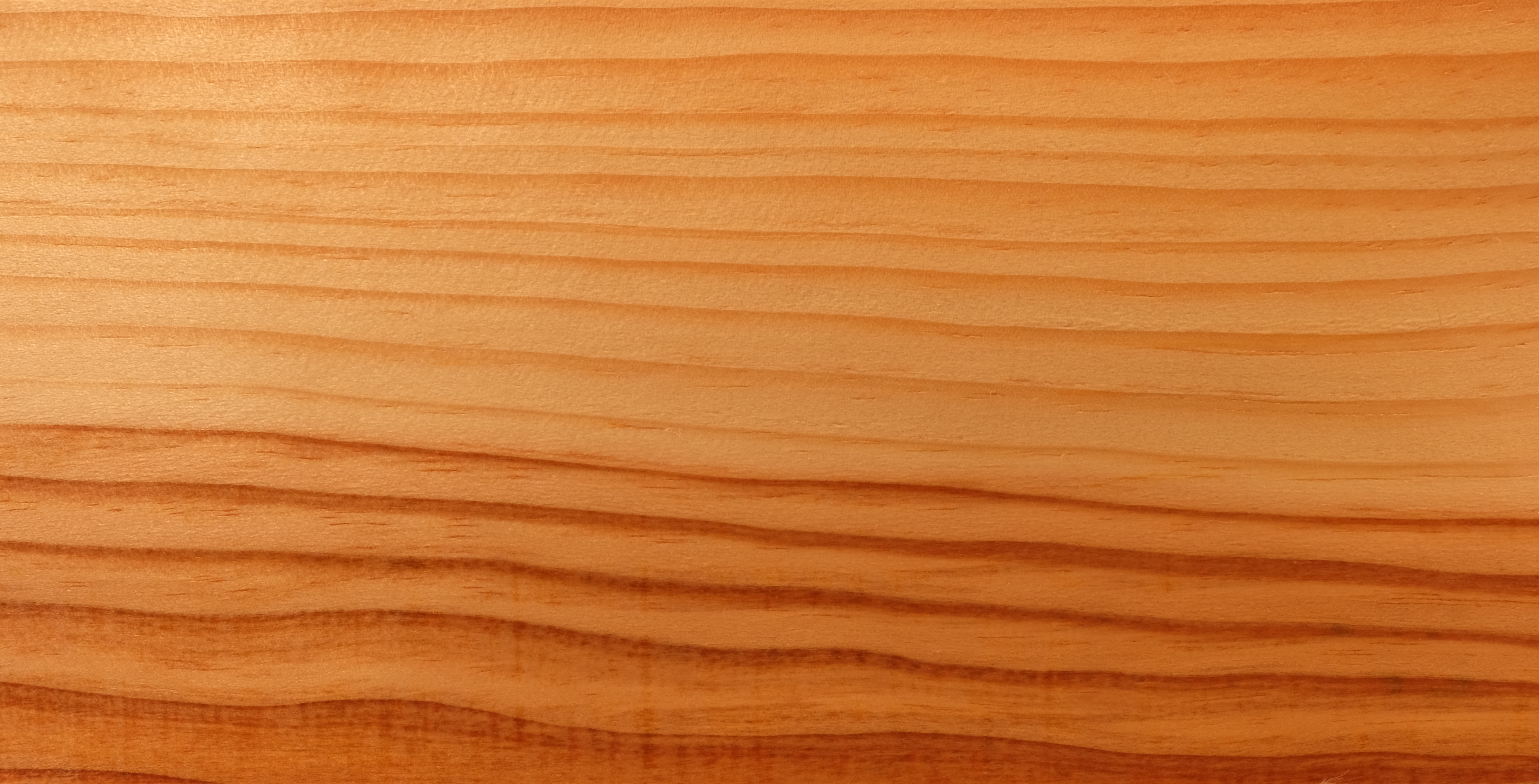
Madeira de pinho, uma madeira macia

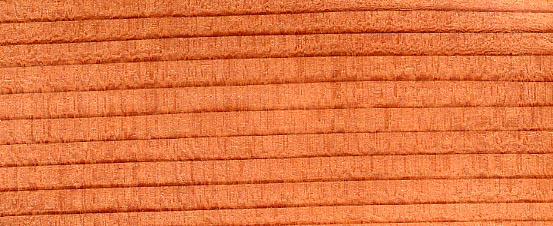
Madeira avermelhada de sequóia, mostrando claramente os anéis de crescimento anual.

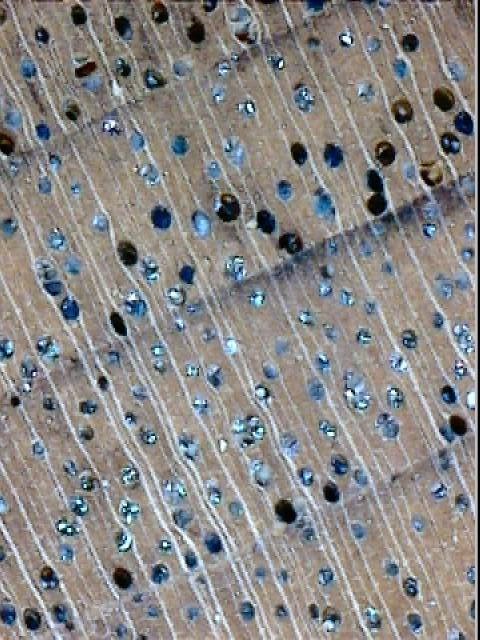
Corte ampliado de uma madeira porosa, mostrando os vasos condutores, os feixes de fibras e a diferenciação entre anéis anuais

Dada a diversidade das espécies que produzem madeira, este material apresenta grande diversidade de características mecânicas, de densidade, higroscopia, cor, grão, resistência ao apodrecimento e ao fogo, odor, e múltiplos outros factores diferenciadores. Tal diferenciação determina os usos da madeira, tornando difícil o estabelecimento de classificações genéricas.

### Madeiras duras e madeiras macias
A madeira é usualmente classificada como madeira dura ou madeira macia. A madeira de coníferas (por exemplo: pinho, pinus) é chamada madeira macia, e a madeira de árvores latifoleadas (por exemplo: carvalho) é chamada madeira dura. Essa classificação é às vezes muito desvantajosa. Isso porque algumas madeiras duras, como a balsa, são de facto muito mais moles ou macias do que a maior parte das madeiras macias, e inversamente, também algumas madeiras macias (por exemplo: teixo) são muito mais duras do que a maioria das madeiras duras.
Além disso, madeiras de diferentes tipos de árvores têm diferentes cores e graus de densidade. Isso, aliado ao facto de algumas madeiras terem um crescimento mais longo do que outras, faz com que madeiras de diferentes espécies tenham qualidade e valor comercial diferenciado. Por exemplo, enquanto o mogno, de madeira dura e escura, é excelente para a produção artesanal de móveis finos, a balsa, clara e pouco densa, é muito usada para fabricação de cofragens e de moldes construtivos de vários tipos.

### Cor
A primeira característica da madeira perceptível à visão humana é a cor, a partir dela tem-se a possibilidade de indicar seu uso, além de ser uma característica que correlaciona-se com as exigências do consumidor final.
Em espécies que mostram uma diferença distinta entre o cerne e o borne a cor natural do cerne é geralmente mais escura que o borne, e muito frequentemente o contraste é conspícuo. Este é produzido por depósitos no cerne de vários materiais resultantes do processo de crescimento, aumentado possivelmente pela oxidação e outras mudanças químicas, que normalmente têm pouco ou nenhum efeito apreciável nas propriedades mecânicas da madeira.
Algumas experiências em espécies resinosas de (pinheiro), contudo, indicando um aumento na resistência mecânica da madeira. Isto é devido à resina que aumenta a resistência quando seca.
O borne saturado de resina é chamado resinoso. As estruturas construídas de pinho resinoso e de outras madeiras resinosas são muito resistentes ao apodrecimento e ao ataque pelas térmitas; contudo são muito inflamáveis. Esta última característica leva a que os restos de pinhos velhos de folhas longas sejam frequentemente cortados em pequenos toros e divididos em pequenas peças que são vendidas como acendalhas.
Visto que a madeira mais antiga de um anel de crescimento é geralmente mais escura em cor de que a madeira mais recente, este facto pode ser utilizado na avaliação da densidade, e portanto a dureza e resistência mecânica do material. Este é particularmente o caso com madeiras de coníferas. Nas madeiras com anéis porosos, os vasos da madeira recente aparecem frequentemente com uma aparência mais escuros do que a madeira mais antiga e densa, ainda que nas secções cruzadas do cerne o reverso seja comummente verdade. Excepto nesse caso, a cor da madeira não é indicadora da sua resistência.
A descoloração anormal da madeira denota frequentemente uma condição de degradação das suas características. As manchas pretas no abeto ocidental são o resultado dos ataques de insectos; faixas vermelho-acastanhadas tão comuns na nogueira e em certas outras madeiras são maioritariamente o resultado de danos causados pelos pássaros. A descoloração é meramente uma indicação de danos, não afectando por si só as propriedades das madeiras. O apodrecimento causado por alguns fungos produz alterações características nas cores da madeira, coloração que assim se torna sintomática da degradação do material.
Manchas no borne, muito comuns, são devidas a crescimento de fungos, mas não produzem necessariamente um efeito de enfraquecimento da sua estrutura.

### Teor em água
A água encontra-se na madeira viva em três condições, a saber: (1) nas paredes celulares; (2) no conteúdo protoplasmático das células; e (3) como água livre nas cavidades e espaços intercelulares. Sendo constituído por células mortas, no cerne a água ocorre apenas na primeira e última formas.
Madeira exaustivamente seca com ar retém de 8 a 16% da água nas paredes celulares e apenas vestígios nas outras formas. Contudo, mesmo as madeiras secas em fornos retêm um pequeno teor de humidade, mas para quaisquer propósitos que não sejam químicos, podem ser consideradas completamente secas.
Em geral o conteúdo aquoso da substância da madeira é que lhe confere a maciez e maleabilidade. Um efeito similar e comummente observado é o efeito amaciador da água no papel ou tecido. Dentro de certos limites, quanto maior a quantidade de água, maior o seu efeito amaciador.
A secagem produz um aumento significativo na força da madeira, particularmente em espécimes pequenos. Um exemplo extremo é o caso de um bloco de 5 cm de secção em abeto, completamente seco, que sustenta uma carga permanente quatro vezes maior do que um bloco verde da mesma madeira e do mesmo tamanho suportaria.
Dada a importância do teor em água na determinação das propriedades da madeira, a sua secagem constitui um aspecto importante da indústria madeireira. A secagem consiste em extrair do interior da madeira o excesso de água, de forma permitir a utilização do material nas suas diversas aplicações.
A evaporação da água leva a madeira a contrair-se, isto é, a diminuir de volume; a velocidade de secagem deve, portanto, ser adequada aos diferentes tipos de madeira de forma a evitar danos estruturais causados por variações dimensionais diferenciais, como o aparecimento de fendas ou empenamento. Em qualquer caso as madeiras ficam sempre sujeitas a dois fenómenos característicos:
- Retracção – a madeira retrai quando seca, sofrendo contracção que pode ser maior ou menos consoante as dimensões da peça e suas características, muitas vezes acompanhada por empenamento, isto é torção causada pela variação diferencial das dimensões, em geral determinada pela orientação das fibras que constituem a madeira;
- Entumecimento – a madeira incha quando absorve humidade, aumentando sensivelmente de volume.

Existem dois tipos básicos de secagem, aqui distinguidos quanto à origem e efeitos:
- Natural: permite secar a madeira sobrepondo as peças umas sobre as outras de modo a permitir um arejamento uniforme. Este processo é moroso, exige grandes espaços e imobiliza grandes quantidades de madeira. A secagem natural permite secar a madeira até uma humidade mínima de 12%. Abaixo dos 20% de humidade a madeira resiste à putrefacção. Abaixo dos 30% podem começar a surgir os defeitos de secagem: rachaduras, empenamentos, encruamentos, colapsos, abaulamentos, torções, encanoamentos.
- Artificial: a secagem artificial, feita através de estufas próprias, permite aumentar a velocidade da secagem da madeira ao mesmo tempo que a protege dos fungos e insectos. Exige instalações caras, torna a madeira menos flexível e escurece o seu tom.

Na secagem artificial podem ser utilizadas diversas técnicas destinadas a acelerar o processo de secagem ou a conferir características específicas ao produto. Entre essas técnicas conta-se a utilização de vapor a alta pressão, a utilização de permutadores de calor, a retirada de seiva por imersão em água e o uso de vapor de creosote e de outros produtos para impregnar a madeira.

### Estrutura da madeira
Uma árvore aumenta em diâmetro pela formação, entre a madeira velha e o interior da casca, de novas camadas de madeira que envolvem todo o caule, os ramos e as raízes. Em condições normais, particularmente quando existe uma estação de crescimento bem definida, uma nova camada forma-se em razão pela qual em corte as camadas anuais aparecem como anéis concêntricos, constituindo a base da dendrocronologia, técnica que permite aferir do número de anos de crescimento da árvore, e das características desse crescimento, pela observação dos anéis formados.
Cada camada de crescimento é formada por células vegetais de vários tipos, mas na sua maioria é formada por fibras. Nas coníferas, ou árvores de madeira macia, predominam as células do tipo traqueídeo, do que resulta uma madeira mais uniforme em estrutura e aparentemente mais macia, daí o nome dado a esse tipo de madeiras. Nessas madeiras não estão presentes os poros que são bem patentes em madeiras ditas duras, como a de carvalho ou faia.
Cada anel de crescimento é formado por duas partes relativamente bem definidas: a parte voltada para o centro da árvore é em geral de textura mais aberta e quase sempre mais clara do que a parte externa do anel. Tal ocorre porque a parte interior formou-se no início da estação de crescimento, quando este é mais rápido, e é conhecida por madeira temporã ou madeira da primavera; a parte externa é conhecida por madeira do tarde ou madeira de verão, pois forma-se na fase de declínio do crescimento que em geral corresponde ao Verão.
O ciclo de crescimento da árvore é realizado em dois ciclos Primavera/verão, com anel mais claro e largo e Outono/Inverno, com anel mais escuro e estreito. O crescimento da árvore é formado no meristema cambial (zona entre a casca interna e o borne) por acção das condições ambientais. Assim, também poderão aparecer falsos anéis de crescimento, originados por variações ambientais adversas (irregulares e anormais) para uma dada época.

### A ciência da madeira
A ciência da madeira abrange disciplinas que vão desde as mais básicas como anatomia, física e química da madeira; até as disciplinas ditas tecnológicas como por exemplo secagem da madeira, madeira tratada, celulose, energia, extrativos químicos, processamento e propriedades mecânicas. No Brasil essas disciplinas são normalmente oferecidas em cursos de graduação e pós-graduação em engenharia florestal e engenharia industrial madeireira, no qual tem maior foco na madeira.

### Madeira para geração de energia
A madeira é amplamente utilizada para geração de energia, principalmente para geração de calor como carvão e como lenha (queima direta). No entanto, é possível a gaseificação da madeira produzindo combustíveis gasosos e a partir de outras formas de conversão gera-se etanol celulósico.
No brasil, a maior parte da madeira para uso energético é oriunda de florestas plantadas. Além de florestas energéticas (plantações implantadas unicamente para a produção de carvão e lenha), há a utilização dos resíduos oriundos dos processos produtivos, como cascas e tocos. Segundo o relatório anual da indústria brasileira de árvores de 2020, 66,6% dos resíduos gerados no processamento da madeira de florestas plantadas são utilizadas para geração de energia.
Quando produzida a partir de florestas plantadas ou por meio de plano de manejo florestal florestal de nativas e de forma eficiente, a madeira se torna uma alternativa sustentável de geração de energia.